# Our Curse
Our Curse (polnisch Nasza klątwa) ist ein 2013 veröffentlichter polnischer Dokumentar-Kurzfilm von Tomasz Śliwiński, der die ersten sechs Monate seines Sohnes Leo dokumentiert, welcher am seltenen Undine-Syndrom leidet.

## Hintergrund
Als Leo geboren wurde, hatte ein Freund von Śliwiński vorgeschlagen, die Erfahrungen mit der Krankheit als eine Art Therapie zu dokumentieren. Schon 2011 hatte Śliwiński den Kurzfilm Klątwa realisiert, der sich ebenfalls mit Leos Geschichte auseinandersetzt. Zu dieser Zeit war Śliwiński bereits auf der Warschauer Filmschule, seine Frau Magda Hueckel arbeitete als professionelle Fotografin.

## Auszeichnungen
Our Curse wurde 2015 für einen Oscar in der Kategorie Bester Dokumentar-Kurzfilm nominiert, erhielt jedoch keine Auszeichnung. Bei den American Short Film Awards 2014 bekam der Film zuvor den Jurypreis.
| Auszeichnungen                         | Auszeichnungen      | Auszeichnungen                  | Auszeichnungen                    | Auszeichnungen |
| Auszeichnung                           | Datum der Zeremonie | Kategorie                       | Empfänger der Nominierung         | Ergebnis       |
| -------------------------------------- | ------------------- | ------------------------------- | --------------------------------- | -------------- |
| Pardino d’oro (Locarno Festival)       | –                   | Bester internationaler Kurzfilm | Tomasz Śliwiński                  | Nominiert      |
| Oscar                                  | 22. Februar 2015    | Bester Dokumentar-Kurzfilm      | Tomasz Śliwiński, Maciej Ślesicki | Nominiert      |
| Jurypreis (American Short Film Awards) | –                   | Bester Dokumentar-Kurzfilm      | Tomasz Śliwiński                  | Gewonnen       |
| Crested Butte Film Festival            | 18. September 2015  | Bester Dokumentar-Kurzfilm      | Tomasz Śliwiński                  | Gewonnen       |